# Hólmafjall
Hólmafjall är ett berg i republiken Island. Det ligger i regionen Austurland, 280 km öster om huvudstaden Reykjavík. Toppen på Hólmafjall är 442 meter över havet.